# Helvibis rossi
Helvibis rossi là một loài nhện trong họ Theridiidae.
Loài này thuộc chi Helvibis. Helvibis rossi được Herbert Walter Levi miêu tả năm 1964.